# Шаатнез
Шаатнез, также Шаатнэз (ивр. שַׁעַטְנֵז‎), — ткань, которая состоит из смеси шерсти и льна, а также одежда, сшитая из такой ткани.

## Источник запрета на шаатнез
Библейская заповедь в иудаизме запрещает евреям носить одежду, изготовленную из смеси шерстяного (имеющего животное происхождение) и льняного волокна (имеющего растительное происхождение): 

«Не надевай шаатнез — шерсть и лён вместе»— Второзаконие 22:11
Распространено мнение, что запрет касается лишь шерсти овцы.

## Область действия запрета
Коэны были освобождены от этого запрета; в Мишне говорится, что это освобождение действует во время участия коэнов в Храмовой службе (Килаим 9:1), отчего некоторые исследователи[кто?] полагают, что запрет на шаатнез — это запрет-табу на использование предметов, специально предназначенных для священнодействия.
Законоучители Талмуда запретили не только носить ткань шаатнез, но также сидеть и лежать на таких тканях и использовать их каким-либо иным способом. Однако цицит из шерсти можно помещать на льняной одежде.

## Причины запрета
Запрет на шаатнез — частный случай запретов килаим, относящихся к законам типа хуким («уставы»), которым нет рационального объяснения и причины которых остаются для нас неизвестными. Несмотря на это, еврейская традиция положительно относится к попыткам их осмысления, и на протяжении всей истории еврейские мудрецы пытались и пытаются найти им объяснения.
Из различных предположений о причинах запрета на шаатнез, выдвинутых еврейскими мыслителями, наиболее вескими являются подчеркивающие непозволительность изменять порядок Творения. В книге Берешит говорится о том, что каждое животное создано «по своему подобию» и между особями существует определённая разница, которую необходимо соблюдать, поскольку нельзя нарушать экологическое единство природы.
Так, Маймонид утверждал, что смешение разных видов животных или растений — это нарушение законов природы и этических предписаний и также полагал, что жрецы языческих культов в библейские времена носили шаатнез, поэтому евреям это было запрещено. Нахманид считал, что запрет предостерегает человека от вмешательства в природные процессы, от стремления улучшить получаемое от природы и является греховным вызовом Творцу. Есть мнение, что этот запрет проистекает от жертв, принесённых Каином и Авелем Богу — Авель-пастух щедро пожертвовал овечью шерсть, а Каин-землепашец — всего лишь несколько льняных зёрен. Раши, отвергая попытки рационалистических объяснений, предложенных различными учеными, в том числе Филоном Александрийским и Натаном бен Иехиэлем Римским, говорит: «Эти предписания представляют собою указы Всевышнего, причины которых напрасно будет искать».

## Дополнительно
В настоящее время существуют лаборатории, в которых при помощи специальных методов определяют наличие шаатнеза в ткани.
Ряд производителей одежды и тканей используют специальную маркировку на своих изделиях, указывающую на отсутствие шаатнеза.
Караимы, не следующие в своей практике установлениям Талмуда, также запрещают ношение и использование тканей с шаатнез, поскольку эта заповедь исходит из Торы, а не Талмуда.